# Gouvernement Cavour IV
Royaume d'Italie
Cavour III Ricasoli I
Le gouvernement Cavour IV (Governo Cavour IV, en italien) est le gouvernement du royaume d'Italie entre le 23 mars 1861 et le 6 juin 1861, durant la VIIIe législature.

## Composition
Composition du gouvernement
- Droite historique
- Indépendants

### Président du conseil des ministres
Camillo Cavour

### Liste des ministres
- Ministre des affaires étrangères : Camillo Cavour
- Ministre de l'agriculture, de l'industrie et du commerce : Giuseppe Natoli
- Ministre des finances : Pietro Bastogi
- Ministre de la justice : Giovanni Battista Cassinis
- Ministre de la guerre : Manfredo Fanti
- Ministre de l'intérieur : Marco Minghetti
- Ministre du travail public : Ubaldino Peruzzi
- Ministre de la marine : Camillo Cavour
- Ministre de l'instruction publique : Francesco De Sanctis